# Lucas Femia
Lucas Femia (Buenos Aires, Argentina, 26 de enero de 1993) es un futbolista argentino, surgido de las inferiores de Huracán, su posición es arquero. Fue cedido a Almagro sólo para el torneo 2016, regresando a Huracán en el Campeonato de Primera División 2016-17 vencido su contrato continúa su carrera en Barracas Central en el cual logra el ascenso a la primera B nacional.

## Trayectoria
Surgido de las inferiores de Huracán, es incluido por primera vez en el plantel de primera en la temporada 2012/13. En enero del año 2016 es cedido a préstamo por 6 meses a Almagro. Finalizado el préstamo regresa a Huracán finalizado su contrato se va a Barracas Central en el cual logra el ascenso a la primera b nacional   .

## Clubes
| Club             | País      | Año         |
| ---------------- | --------- | ----------- |
| Huracán          | Argentina | 2013 - 2015 |
| Club Almagro     | Argentina | 2016        |
| Huracán          | Argentina | 2016        |
| Barracas Central | Argentina | 2017 - 2019 |

## Palmarés

### Campeonatos nacionales
| Título                         | Club             | País      | Año     |
| ------------------------------ | ---------------- | --------- | ------- |
| Copa Argentina                 | Huracán          | Argentina | 2013/14 |
| Supercopa Argentina            | Huracán          | Argentina | 2014    |
| Torneo primera B metropolitana | Barracas Central | Argentina | 2019    |